# 华容县 (古代)
华容县，中国古县名。
西汉置，治所在今湖北省潜江市西南（一说在监利市北）。属南郡。南朝陈废。东汉建安十三年（208年）曹操兵败赤壁，取道华容北归。南梁太清二年（548年），封杜幼安为华容县侯。